# Borsbeek

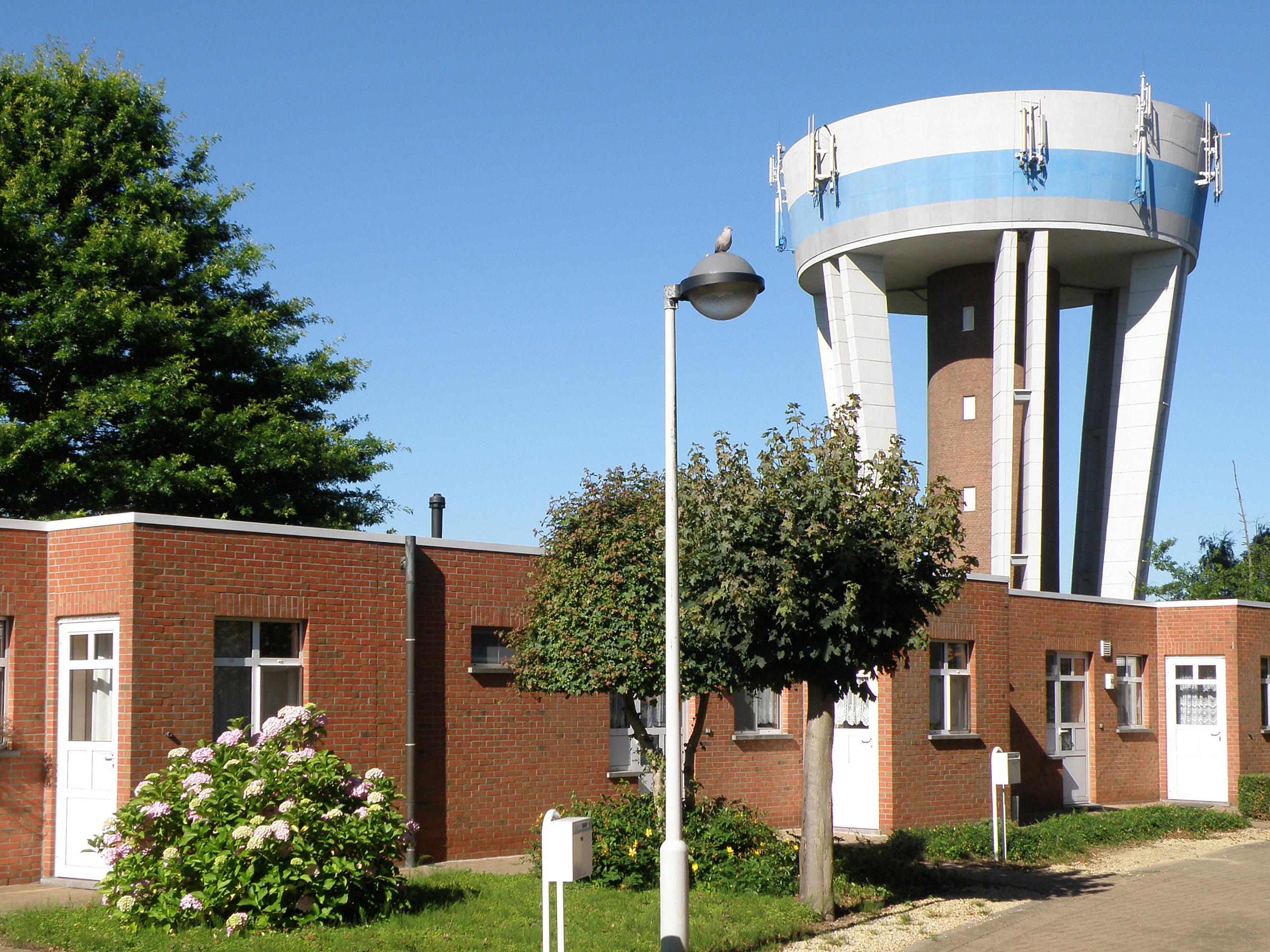
Watertoren

Borsbeek is een plaats in België en een district van de stad Antwerpen. De plaats telt ruim 11.000 inwoners. 

## Geschiedenis

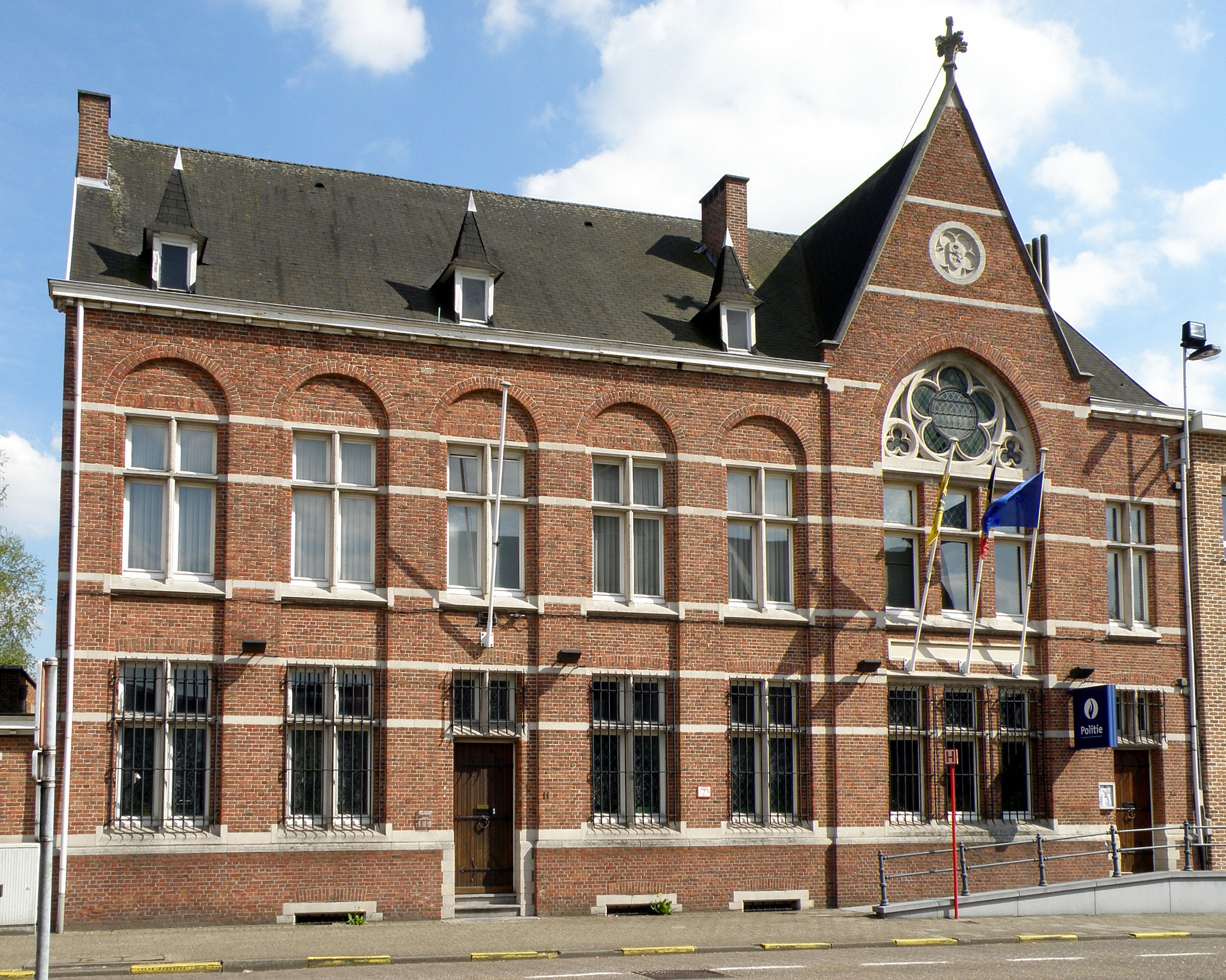
Pastorie en oud gemeentehuis in eclectische stijl met neogotische inslag n.o.v. archit. Louis Gife

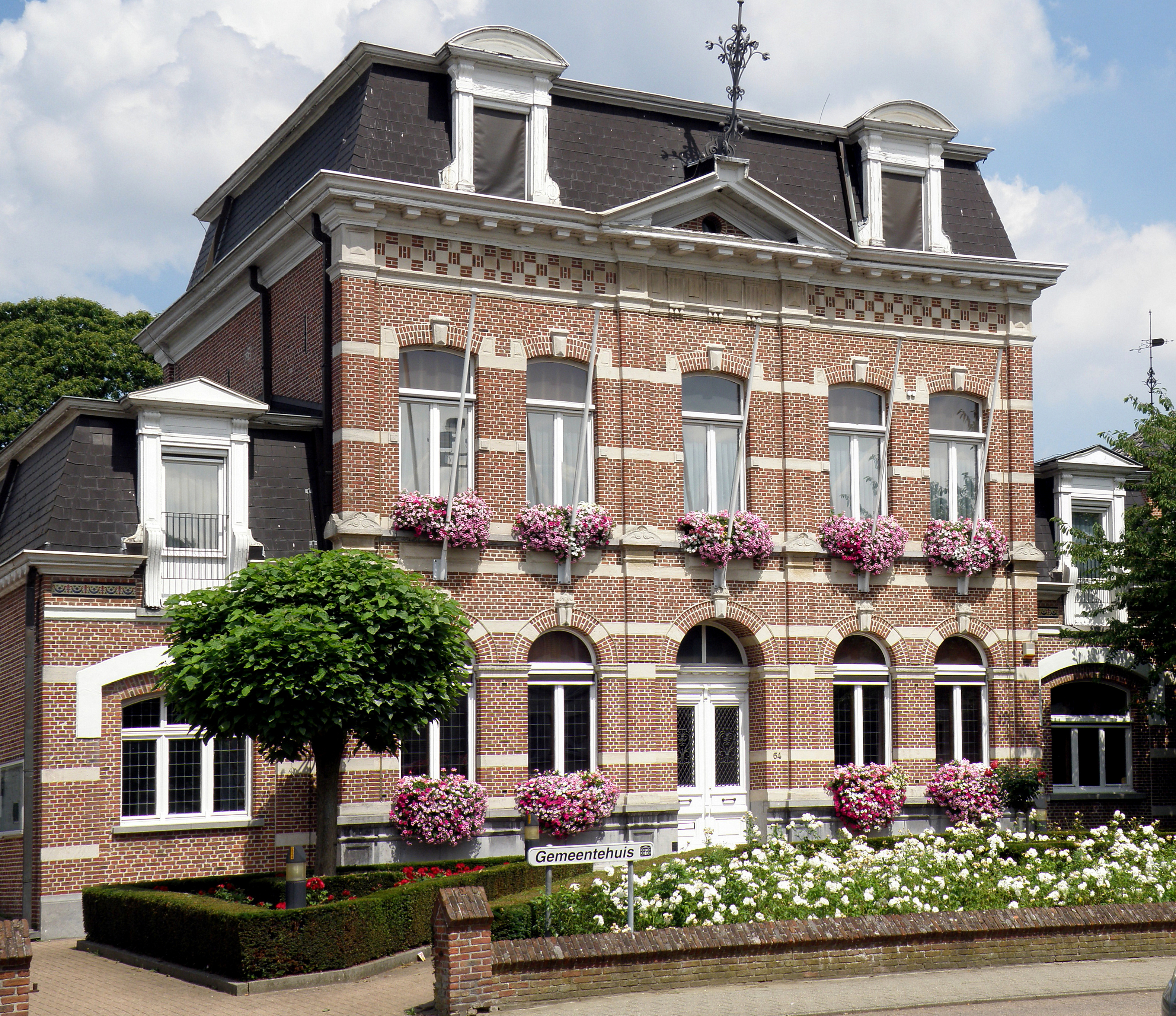
Gemeentehuis

In 1264 werd Borsbeek afgescheiden van Deurne, waar het tot dan toe behoorde. Tot 1505 was Borsbeek een onverleende heerlijkheid. Maar in dat jaar verleende Filips de Schone het aan Jan van Halen. Van 1559 tot 1606 werd Borsbeek meermaals overgeërfd door familieleden van de heer van Cantincrode.
François d'Orselay de Granvelle, de laatste bezitter van de burcht Cantincrode verkocht in 1610 de heerlijkheden Borsbeek, Hove en Boechout aan de Leuvense edelman P. Peckius. Die was sinds 1614 kanselier van Brabant en werd later de vertrouwensman van aartshertog Albrecht. Hij werd nu heer van Borsbeek, Hove en Boechout en stelde de drie gemeenten onder één schepenbank op het kasteel Vredeberg te Boechout.
In 1617 en 1618 heerste de pest. Uit andere gemeenten kwam men op bedevaart om van de heilige Lucia genezing af te smeken.
Om zich tegen de plunderzucht van de Hollanders te beschermen, waren de inwoners van Borsbeek in de jaren 1634-1635 met meubelen en oogst in de kerk binnengevlucht. Pas in 1643 konden de mensen ervan worden overtuigd dat ze hun goederen uit de kerk moesten verwijderen en terug naar huis brengen. In 1648 werd in Münster (Westfalen) een vredestraktaat getekend tussen de regering van koning Filips IV van Spanje en de opstandige Noordelijke provinciën. Meteen kwamen de rust en veiligheid terug.
Borsbeek bleef tot aan de aanvang van de Spaanse Successieoorlog (1701-1713) betrekkelijk ver van de fronten. In 1746 namen Franse legers Borsbeek in en rukten van daaruit op naar Mechelen, Lier en Antwerpen.
In 1760 werden stenen palen geplaatst om de grenzen af te bakenen met de naburige dorpen.
In 1794 overleed Louis de Villegas, de laatste heer van de heerlijkheid Borsbeek. Van 1794 tot 1814 kwam Borsbeek opnieuw onder Franse overheersing. Het dorp behoorde eerst tot het kanton Wilrijk en daarna tot het kanton Berchem.
Op 24 april 1800 werd de gemeentelijke administratie van het kanton Berchem afgeschaft. Hierdoor werd Borsbeek weer een zelfstandige gemeente, die door een maire zou worden bestuurd.
Op 13 november 1830 werd de eerste Belgische gemeenteraad te Borsbeek verkozen. De verkiezing was nogal woelig geweest en werd afgebroken. Op 17 maart 1831 werden nieuwe verkiezingen gehouden.
In februari 1883 besloot de gemeenteraad een complex op te trekken, bestaande uit een gemeentehuis en een pastorie. Het complex werd in 1893 in gebruik genomen.
In het begin van de 20e eeuw vestigden zich steeds meer Borsbekenaars en inwijkelingen zich ten westen van de Frans Beirenslaan. In 1938 werd de kapelanie Sint-Jan Berchmans aan het Tirolerhof opgericht dat later tot een aparte parochie aan de Koudebeek uitgroeide.
Bij de grote landelijke fusieoperatie van 1977 en de Antwerpse fusieoperatie van 1983 werd Borsbeek niet gefuseerd met de andere Antwerpse gemeenten (Berchem en het aangrenzende Deurne fuseerden wel). Hierdoor werd Borsbeek de kleinste gemeente van de provincie Antwerpen. 
Het Mortselse gedeelte van het voormalige militair domein Fort 3 werd door Mortsel afgestaan en bij de gemeente Borsbeek gevoegd dat hierbij in oppervlakte groeide zodat de afsluiting van het militair domein aan de Zoomweg en de Fortstraat tussen de Fortloop en de Koudebeek de gemeentegrens vormde tussen beide gemeenten.
Op 28 januari 2022 werd aangekondigd dat Borsbeek per 1 januari 2025 zou fuseren met de stad Antwerpen en daardoor chronologisch het tiende district van Antwerpen zou worden. Deze fusie werd goedgekeurd op de Borsbeekse gemeenteraad van 18 december 2023. Per 1 januari 2025 ging de gemeentelijke fusie definitief in.

## Geografie

### Aangrenzende gemeenten
| Aangrenzende gemeenten | Aangrenzende gemeenten | Aangrenzende gemeenten | Aangrenzende gemeenten | Aangrenzende gemeenten |
| ---------------------- | ---------------------- | ---------------------- | ---------------------- | ---------------------- |
| Antwerpen (Deurne)     |                        |                        |                        | Wommelgem              |
|                        |                        |                        |                        |                        |
|                        |                        |                        |                        |                        |
|                        |                        |                        |                        |                        |
| Mortsel                |                        |                        |                        | Boechout               |

## Bezienswaardigheden
- Fort 3, een deel van de fortengordel rond Antwerpen
- De Sint-Jacobuskerk, met zijn beschermd orgel, gelegen op de Pelgrimsroute naar Santiago de Compostella
- De Sint-Jan Berchmanskerk
- Drie schansen (1, 2 en 3) nabij de Schanslaan, gebouwd van 1906-1912, onderdeel van 18 kleine identieke schansen die de vesting Antwerpen moesten beschermen.

## Natuur en landschap
Borsbeek ligt in een vlak landschap met een hoogte van 7 tot 11 meter. Het dorp is vergroeid met de Antwerpse agglomeratie en verstedelijkt.
- Het Hulgenrodebos: parkbos van het kasteel Hulgenrode.
- De natuur op en rond Fort III
- Het park achter het gemeentehuis van Borsbeek met een beeldbepalende tamme kastanje.

## Demografie

### Demografische ontwikkeling
- Bronnen:NIS, Opm:1831 tot en met 1981=volkstellingen; 1990 en later= inwonertal op 1 januari

| Inwoners van jaar tot jaar op 1 januari 1992 tot heden | Inwoners van jaar tot jaar op 1 januari 1992 tot heden | Inwoners van jaar tot jaar op 1 januari 1992 tot heden |
| jaar                                                   | Aantal                                                 | Evolutie: 1992=index 100                               |
| ------------------------------------------------------ | ------------------------------------------------------ | ------------------------------------------------------ |
| 1992                                                   | 10.074                                                 | 100,0                                                  |
| 1993                                                   | 10.236                                                 | 101,6                                                  |
| 1994                                                   | 10.296                                                 | 102,2                                                  |
| 1995                                                   | 10.384                                                 | 103,1                                                  |
| 1996                                                   | 10.282                                                 | 102,1                                                  |
| 1997                                                   | 10.250                                                 | 101,7                                                  |
| 1998                                                   | 10.241                                                 | 101,7                                                  |
| 1999                                                   | 10.284                                                 | 102,1                                                  |
| 2000                                                   | 10.373                                                 | 103,0                                                  |
| 2001                                                   | 10.295                                                 | 102,2                                                  |
| 2002                                                   | 10.278                                                 | 102,0                                                  |
| 2003                                                   | 10.298                                                 | 102,2                                                  |
| 2004                                                   | 10.304                                                 | 102,3                                                  |
| 2005                                                   | 10.304                                                 | 102,3                                                  |
| 2006                                                   | 10.257                                                 | 101,8                                                  |
| 2007                                                   | 10.224                                                 | 101,5                                                  |
| 2008                                                   | 10.125                                                 | 100,5                                                  |
| 2009                                                   | 10.136                                                 | 100,6                                                  |
| 2010                                                   | 10.125                                                 | 100,5                                                  |
| 2011                                                   | 10.207                                                 | 101,3                                                  |
| 2012                                                   | 10.233                                                 | 101,6                                                  |
| 2013                                                   | 10.278                                                 | 102,0                                                  |
| 2014                                                   | 10.451                                                 | 103,7                                                  |
| 2015                                                   | 10.465                                                 | 103,9                                                  |
| 2016                                                   | 10.540                                                 | 104,6                                                  |
| 2017                                                   | 10.581                                                 | 105,0                                                  |
| 2018                                                   | 10.685                                                 | 106,1                                                  |
| 2019                                                   | 10.854                                                 | 107,7                                                  |
| 2020                                                   | 10.949                                                 | 108,7                                                  |
| 2021                                                   | 11.077                                                 | 110,0                                                  |
| 2022                                                   | 11.226                                                 | 111,4                                                  |
| 2023                                                   | 11.309                                                 | 112,3                                                  |
| 2024                                                   | 11.379                                                 | 113,0                                                  |

## Politiek

### Structuur
De gemeente Borsbeek ligt in het kieskanton Kontich, het provinciedistrict Boom, het kiesarrondissement Antwerpen en ten slotte de kieskring Antwerpen.
| Borsbeek         | Borsbeek         | Supranationaal         | Nationaal                         | Nationaal           | Gemeenschap         | Gewest              | Provincie           | Arrondissement  | Provinciedistrict | Kanton          | Gemeente        | District         |
| ---------------- | ---------------- | ---------------------- | --------------------------------- | ------------------- | ------------------- | ------------------- | ------------------- | --------------- | ----------------- | --------------- | --------------- | ---------------- |
| Administratief   | Niveau           | Europese Unie          | België                            | België              | Vlaanderen          | Vlaanderen          | Antwerpen           | Antwerpen       | Antwerpen         | Antwerpen       | Antwerpen       | Borsbeek         |
| Administratief   | Bestuur          | Europese Commissie     | Belgische regering                | Belgische regering  | Vlaamse regering    | Vlaamse regering    | Deputatie           | Deputatie       | Deputatie         | Deputatie       | Gemeentebestuur | Districtscollege |
| Administratief   | Raad             | Europees Parlement     | Kamer van volksvertegenwoordigers | Vlaams Parlement    | Vlaams Parlement    | Vlaams Parlement    | Provincieraad       | Provincieraad   | Provincieraad     | Provincieraad   | Gemeenteraad    | Districtsraad    |
| Kiesomschrijving | Kiesomschrijving | Nederlands Kiescollege | Kieskring Antwerpen               | Kieskring Antwerpen | Kieskring Antwerpen | Kieskring Antwerpen | Kieskring Antwerpen | Antwerpen       | Boom              | Kontich         | Borsbeek        | Borsbeek         |
| Verkiezing       | Verkiezing       | Europese               | Federale                          | Federale            | Vlaamse             | Vlaamse             | Provincieraads-     | Provincieraads- | Provincieraads-   | Provincieraads- | Gemeenteraads-  | Districtsraads-  |

### Geschiedenis

#### (Voormalige) Burgemeesters
| Periode | Periode     | Drossaard                    |
| ------- | ----------- | ---------------------------- |
|         | 1711 - 1716 | J.B. Snyers                  |
|         | 1716 - 1733 | Guill. Boots                 |
|         | 1733 - 1789 | Martin Salicati              |
|         | 1789 - 1796 | Emmanuel van Kieldonck       |
| Periode | Periode     | President Municipale Raad    |
|         | 1800 - 1806 | J. Geysen                    |
| Periode | Periode     | Maire                        |
|         | 1806 - 1817 | Jean Emmanuel van Henxthoven |
| Periode | Periode     | Burgemeester                 |
|         | 1817 - 1822 | Petrus Cautereels            |
|         | 1823 - 1825 | Adriaan Corluy (waarnemend)  |
|         | 1825 - 1831 | Adriaan Corluy               |
|         | 1831        | Petrus Cautereels            |
|         | 1831 - 1850 | Corneel van Tichelen         |
|         | 1851 - 1878 | Jan Baptist Corluy           |

| Periode | Periode      | Burgemeester                                |
| ------- | ------------ | ------------------------------------------- |
|         | 1879 - 1892  | Frans Beirens                               |
|         | 1892 - 1910  | Jozef Reusens                               |
|         | 1910 - 1920  | Edward Corluy                               |
|         | 1921 - 1946  | Florent Reusens (Kath. Verbond / KVV)       |
|         | 1947 - 1958  | Victor Snacken                              |
|         | 1959         | Leopold Govaerts (CVP)                      |
|         | 1959 - 1969  | Guillaume Huybrechts (CVP)                  |
|         | 1969 - 1970  | Gustaaf Staes (BSP)                         |
|         | 1971 - 1977  | Leo Govaerts (CVP)                          |
|         | 1977 - 1988  | Modest Vereycken (CVP)                      |
|         | 1989 - 2012  | Leo Vlaeymans (CVP / CD&V)                  |
|         | 2013 - 2024  | Dis Van Berckelaer (BbA, Iedereen Borsbeek) |
| Periode | Periode      | Districtsvoorzitter                         |
|         | 2025 - heden | Walter Kiebooms (N-VA)                      |

#### Legislatuur 2013 - 2018
De winnaars bij de verkiezingen van 2012 waren N-VA (31,3%) en Groen (10,1%). De grote verliezers waren Vlaams Belang (van 7 naar 2 zetels) en Open Vld (van 2 naar 0 zetels). Ook CD&V (−2 zetels) en de lokale partij Borsbeek boven Alles (−1 zetel) verloren. De sp.a trok deze verkiezingen onder de naam Pro Borsbeek naar de kiezer en wist ondanks een klein verlies haar ene zetel te behouden. Ten laatste was er nog nieuwkomer H-ALT (voluit Het Alternatief), al bleef deze partij nipt onder de kiesdrempel van 5%.
Lijsttrekkers waren respectievelijk uittredend burgemeester Leo Vlaeymans (CD&V), Dis Van Berckelaer (BbA), Walter Kiebooms (N-VA), Dirk Coens (Open Vld), Tom Verboven (Groen), Roby Legendre (Pro Borsbeek), Resy Beets (Vl. Belang) en ten slotte ex-N-VA'ster Geertruida Dieltjens (H-ALT). Het mobiliteitsvraagstuk vormde het belangrijkste onderwerp van de verkiezingen.
De bestuursmeerderheid werd gevormd tussen N-VA, Groen en BbA, met een ruime meerderheid van 15 op 21 zetels. Dis Van Berckelaer (BbA) werd de nieuwe burgemeester, voorts bestond de ploeg uit drie N-VA-schepenen (en de OCMW-voorzitter) en één schepen voor zowel Groen als BbA.

#### Legislatuur 2019 - 2024
Burgemeester was Dis Van Berckelaer van Iedereen Borsbeek een politieke beweging die gevormd werd door BbA (Borsbeek Boven Alles), CD&V en Groen. Zijn partij vormde met 10 zetels samen met de N-VA van Walter Kiebooms een bestuursmeerderheid van 19 op 21 zetels. Op vrijdagmiddag 28 januari 2022 werd bekendgemaakt dat na de lokale verkiezingen op zondag 14 oktober 2024 Borsbeek een district van de stad Antwerpen zou worden.

#### Resultaten gemeenteraadsverkiezingen van 1976 tot en met 2018
| Partij of kartel     | Partij of kartel                                          | 10-10-1976 | 10-10-1976 | 10-10-1982 | 10-10-1982 | 9-10-1988 | 9-10-1988 | 9-10-1994 | 9-10-1994 | 8-10-2000 | 8-10-2000 | 8-10-2006 | 8-10-2006 | 14-10-2012 | 14-10-2012 | 14-10-2018 | 14-10-2018 |
| Stemmen / Zetels     | Stemmen / Zetels                                          | %          | 17         | %          | 19         | %         | 19        | %         | 21        | %         | 21        | %         | 21        | %          | 21         | %          | 21         |
| -------------------- | --------------------------------------------------------- | ---------- | ---------- | ---------- | ---------- | --------- | --------- | --------- | --------- | --------- | --------- | --------- | --------- | ---------- | ---------- | ---------- | ---------- |
|                      | CVP1 / CD&V2 / Iedereen BorsbeekA                         | 38,031     | 7          | 36,81      | 8          | 36,571    | 8         | 36,351    | 10        | 30,061    | 7         | 22,622    | 5         | 14,492     | 3          | 39,8A      | 10         |
|                      | BbA / Iedereen BorsbeekA                                  | -          |            | -          |            | -         |           | -         |           | -         |           | 20,06     | 5         | 15,23      | 4          | 39,8A      | 10         |
|                      | VrijBo1 / Agalev2 / Groen!3 / Groen4 / Iedereen BorsbeekA | 11,741     | 1          | 15,461     | 2          | 16,131    | 3         | 13,152    | 2         | 10,282    | 2         | 7,203     | 1         | 10,144     | 2          | 39,8A      | 10         |
|                      | SP1 / sp.a-spirit2 / Pro Borsbeek3 / sp.a4                | 20,091     | 3          | 16,561     | 3          | 16,761    | 3         | 9,141     | 1         | 7,641     | 1         | 9,232     | 1         | 8,553      | 1          | 4,84       | 0          |
|                      | PVV1 / VLD2 / Open Vld3                                   | -          |            | -          |            | 10,291    | 1         | 11,042    | 2         | 14,482    | 3         | 12,162    | 2         | 5,913      | 0          | 3,53       | 0          |
|                      | Vlaams Blok1 / Vlaams Belang2                             | -          |            | -          |            | -         |           | 16,461    | 4         | 23,821    | 6         | 28,732    | 7         | 9,832      | 2          | 13,82      | 2          |
|                      | VU1 / VU&ID2 / N-VA3                                      | 30,141     | 6          | 31,181     | 6          | 20,251    | 4         | 10,561    | 2         | 10,032    | 2         | -         |           | 31,333     | 9          | 38,03      | 9          |
| Anderen(*)           | Anderen(*)                                                | -          |            | -          |            | -         |           | 3,29      | 0         | 3,68      | 0         | -         |           | 4,51       | 0          | -          |            |
| Totaal stemmen       | Totaal stemmen                                            | 5048       | 5048       | 6280       | 6280       | 6647      | 6647      | 7292      | 7292      | 7283      | 7283      | 7437      | 7437      | 7047       | 7047       | 7060       | 7060       |
| Opkomst %            | Opkomst %                                                 |            |            |            |            | 94,35     | 94,35     | 92,41     | 92,41     | 91,58     | 91,58     | 92,82     | 92,82     | 89,76      | 89,76      | 91,6       | 91,6       |
| Blanco en ongeldig % | Blanco en ongeldig %                                      | 4,83       | 4,83       | 4,71       | 4,71       | 4,96      | 4,96      | 5,5       | 5,5       | 3,17      | 3,17      | 2,88      | 2,88      | 3,04       | 3,04       | 3,9        | 3,9        |

De rode cijfers naast de gegevens duiden aan onder welke naam de partijen telkens bij een verkiezing opkwamen.
De zetels van de gevormde meerderheid staan vetjes afgedrukt. De grootste partij staat in kleur.
(*) 1994: PROBO (3,29%) / 2000: Vivant (1,91%), GEMBEL (1,77%) / 2012: H-ALT (4,51%)

### District Borsbeek
De districtsraad heeft beslissingsbevoegdheid over sport-, jeugd-, cultuur- en seniorenbeleid. Ook over de communicatie van het district, de feestelijkheden en een gedeelte van de straat- en groenwerken kan de districtsraad beslissingen nemen. Over de andere domeinen kan de districtsraad adviezen geven.

#### Legislatuur 2025 - 2030
Districtburgemeester is Walter Kiebooms van N-VA (6 zetels) die samen met Iedereen Borsbeek (3 zetels) een bestuursmeerderheid van 9 op 15 zetels vormt. De oppositie bestaat uit Vlaams Belang (3 zetels), Groen-Vooruit (2 zetels) en PVDA (1 zetel).

#### Resultaten districtraadsverkiezingen vanaf 2024
Op zondag 13 oktober 2024 werden de eerste districtsraadsverkiezingen voor het Antwerpse gemeentedistrict Borsbeek gehouden.
| Partij of kartel     | Partij of kartel     | 13-10-2024 | 13-10-2024 |
| Stemmen / Zetels     | Stemmen / Zetels     | %          | 15         |
| -------------------- | -------------------- | ---------- | ---------- |
|                      | PVDA                 | 7,6        | 1          |
|                      | Groen-VooruitA       | 13,0A      | 2          |
|                      | Groen-VooruitA       | 13,0A      | 2          |
|                      | Iedereen Borsbeek    | 20,2       | 3          |
|                      | N-VA                 | 32,6       | 6          |
|                      | Vlaams Belang        | 21,2       | 3          |
|                      | Borsbeek Nu          | 5,3        | 0          |
| Totaal stemmen       | Totaal stemmen       | 4294       | 4294       |
| Opkomst %            | Opkomst %            | 55,7       | 55,7       |
| Blanco en ongeldig % | Blanco en ongeldig % | 1,3        | 1,3        |

De vetgedrukte getallen vormen de hieruit onderhandelde bestuursmeerderheid. De grootste partij is in kleur.

#### Districtscollege
| Districtscollege        | Districtscollege                                                                           |
| ----------------------- | ------------------------------------------------------------------------------------------ |
| Districtsvoorzitter     | Walter Kiebooms (N-VA)                                                                     |
| Districtschepenen       | - Kristof Van de Velde (N-VA) - Linda Bresseleers (N-VA) - Ann Coemans (Iedereen Borsbeek) |
| Districtsraadvoorzitter | Liselotte Leenaerts (Iedereen Borsbeek)                                                    |

## Mobiliteit

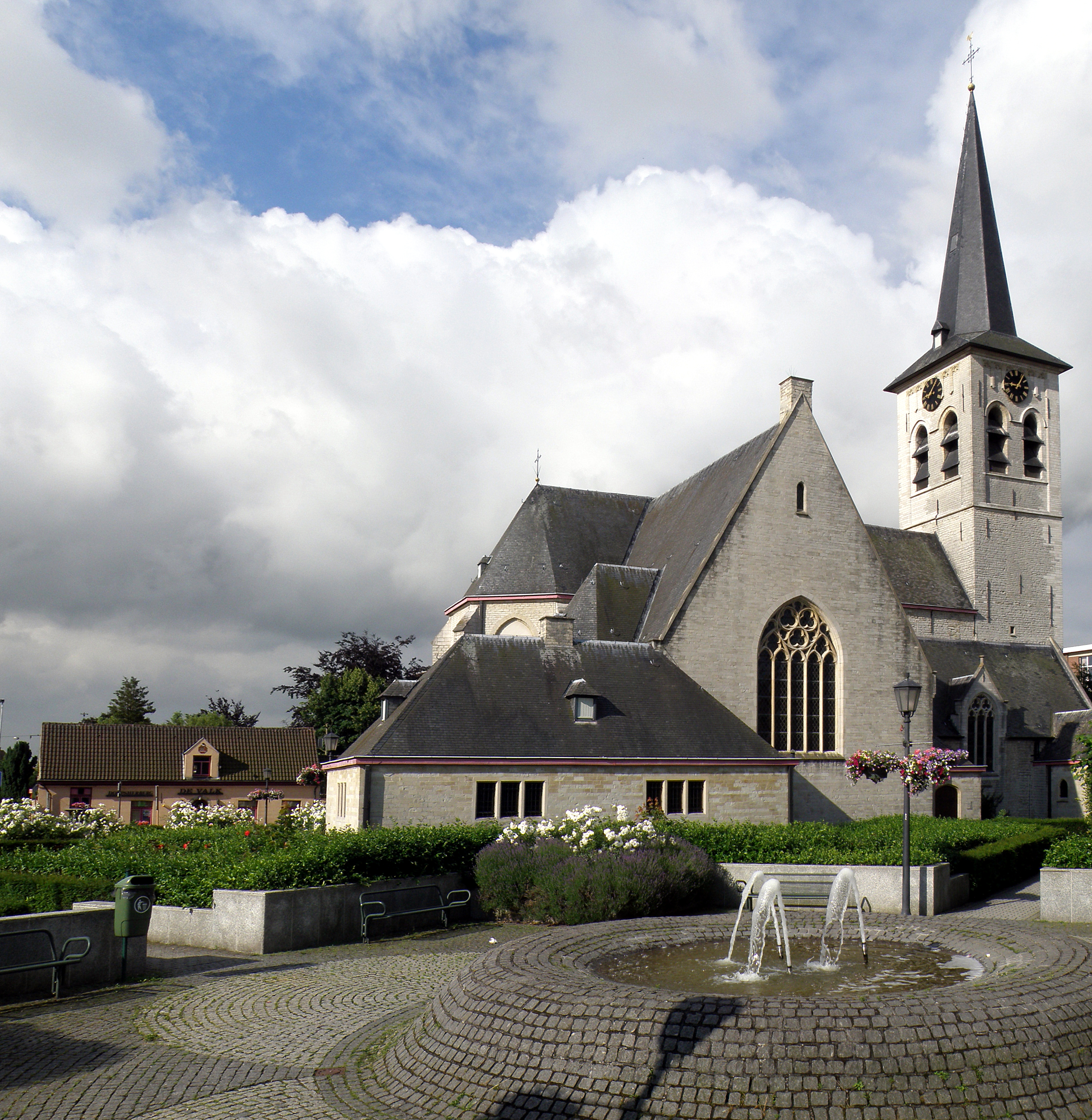
Parochiekerk Sint-Jacob de Meerdere gelegen op de Jacobsweg

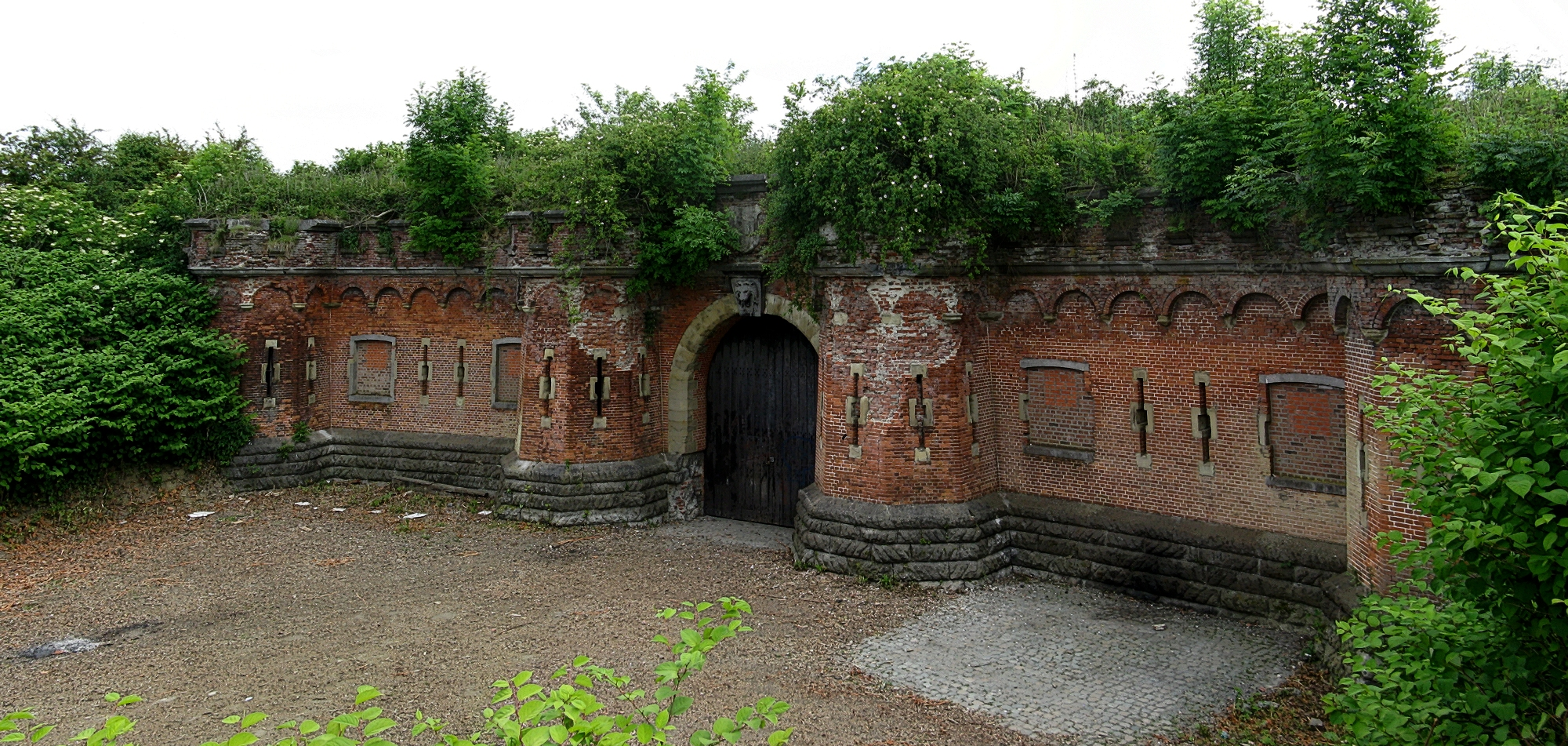
Leeuwenpoort van Fort 3

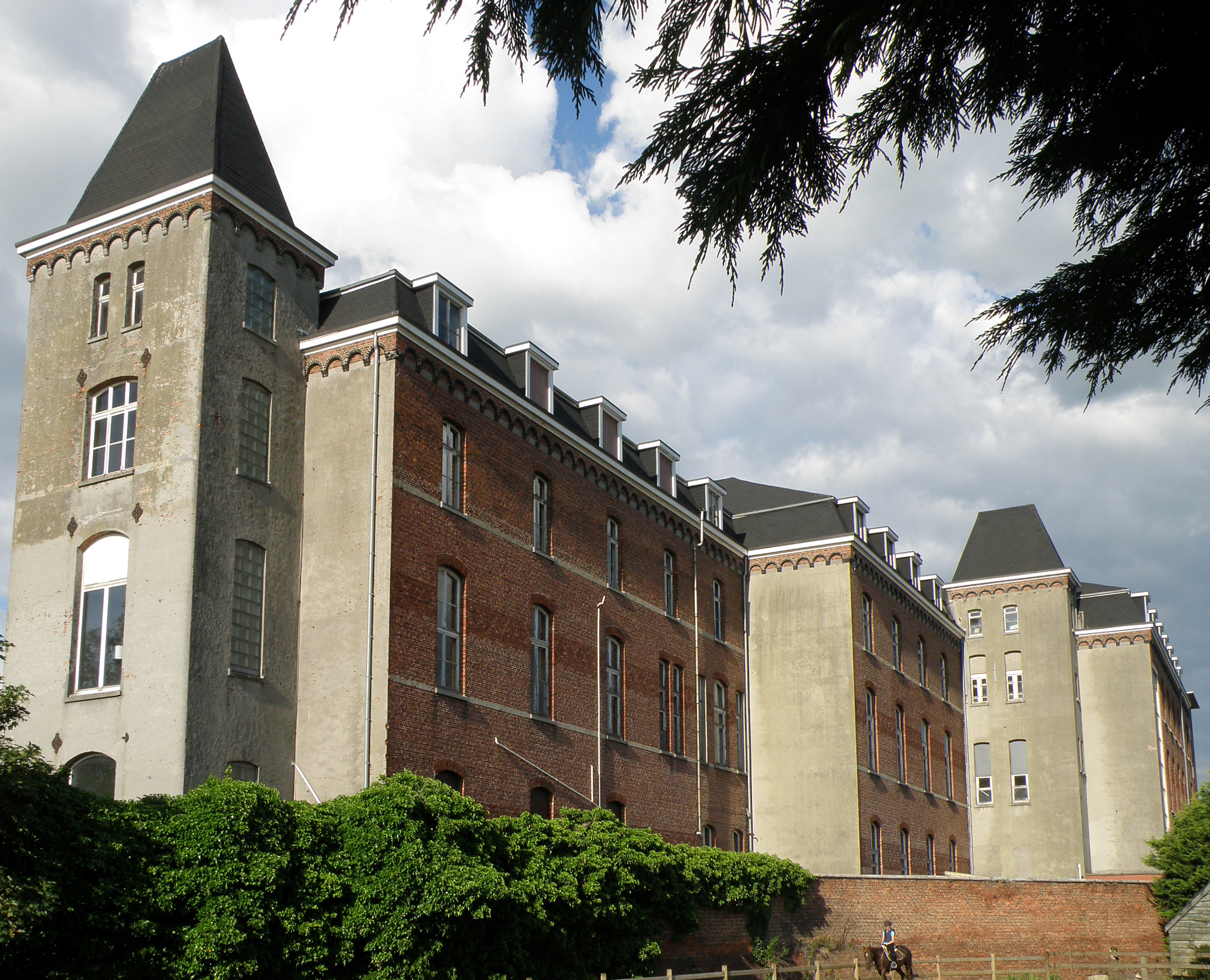
Sint-Jozefinstituut

Borsbeek wordt bediend door tram- en buslijnen van De Lijn. Het tramstation Borsbeek was gelegen op de Herentalsebaan op de hoek met de Jozef Reusenslei.
De Frans Beirenslaan, die deel uitmaakt van de R11 (de grote ring rond Antwerpen), en de Herentalsebaan, als deel van de N116, vormen belangrijke invalswegen naar de stad.
De Frans Beirenslaan vormt ook de grens tussen het sterk verstedelijkte en nauw bij het Antwerpse district Deurne aansluitende West-Borsbeek met de parochie Sint-Jan Berchmans en het meer landelijke Oost-Borsbeek met de parochie Sint-Jacob.

## Onderwijs
- Sint-Jozefinstituut
- Gemeenteschool De Klinker

## Sport
- Gymnastiek Turnkring Relax Borsbeek
- Voetbalclub Koninklijk Borsbeek Sport
- Basketbalclub De Kleppers
- Atletiekvereniging Brabo Atletiek
- Tafeltennisclub TTK Borsbeek
- Volleybalclub VK Borsbeek en VK Sloep
- DVV Borsbekia
- Op Pinkstermaandag wordt de Stan Ockers Classic verreden.

## Bekende Borsbekenaren
- Frans Van Immerseel (1909 - 1978), kunstenaar
- Gustaaf Staes (1912-1994), burgemeester van Borsbeek
- Leo Govaerts (1912-1996), burgemeester van Borsbeek
- Hugo Schiltz (1927 - 2006), advocaat en politicus
- Modest Vereycken (1932-2023), burgemeester van Borsbeek
- Lode Bertels (1933), dierenarts en politicus
- Lea Couzin (1934), actrice
- Leo Vlaeymans (1952), burgemeester van Borsbeek
- Dis Van Berckelaer (1960), burgemeester van Borsbeek
- Senne Lynen (1999), voetballer